# ريما ترزي
ريما ناصر ترزي، (مواليد يافا 1932-)، هي كاتبة وملحنة فلسطينية، عضو مؤسس في مجلس أمناء جامعة بيرزيت، خدمت كعضو مجلس إدارة جمعية إنعاش الأسرة بين عامي 1968 و2008، شغلت منصب رئيسة جمعية الشابات المسيحيات في رام الله بين عامي 1982-1991 ورئيستها في فلسطين من 1996-1999. ساهمت في تأسيس معهد إدوارد سعيد الوطني للموسيقى، وترأّسه منذ عام 1993 حتى الآن. وشغلت منصب رئيس الهيئة الإدارية للاتحاد العام للمرأة الفلسطينية. ونشرت ثمانية مجلدات تحت اسم «أغاني الحرية والأمل».

## نشأتها ودراستها
نشأت ريما ناصر تَرَزي في بيرزيت، وبها تلقّت أولى دروس الموسيقى على يد سلفادور عرنيطة، فعائلة والدها المكونة من عماتها الثمانية ووالدها كان لهم اهتمام بشؤون التربية والتعليم، فأنشأوا مدرسة بيرزيت، التي أصبحت فيما بعد الجامعة الفلسطينية الأولى، كما يصنفها جوجل سكولار، وحازت على المرتبة الـ 29 بين الجامعات العربية. درست في كلية بيرزيت عام 1947، أكملت تعليمها بعد عامين في الكلية الأمريكية في بيروت (كلية بيروت للبنات) ونالت إجازة في الفنون، انتقلت إلى باريس لدراسة الموسيقى (البيانو مع مدام لوسيت ديسكاف- Lucette Descaves).
عاشت في باريس حتى عام 1951 عندما اضطرت إلى ترك دراستها الموسيقية بسبب مرض عمتها نبيهة ناصر (مؤسسة كلية بيرزيت) ووفاتها، عملت مدرّسة للموسيقى في كلية بيرزيت لمدة عام ونصف ثم أكملت دراستها في الجامعة الأميركية في بيروت عام 1952، تخرجت في مجال علم النفس واللغة العربية عام 1954، كانت نشطة في الحياة الطلابية والثقافية الأمر الذي جعلها تحصل على وسام الشعلة من الكلية، كانت رئيسة منظمة الطالبات في الجامعة الأمريكية، علّمت مرة أخرى في جامعة بيرزيت لمدة سنتين، انتقلت مع زوجها أنطون ترزي إلى مونتريال، كندا عام 1956 حيث كان زوجها يكمل تخصصه الطبي، عادت عام 1960 للاستقرار في رام الله، اشتركت في عدد من المؤسسات النسوية والثقافية والتعليمية، خاصة بعد عام 1967 وأصبحت:
- عضو جمعية إنعاش الأسرة في رام الله منذ عام 1968
- عضو مجلس أمناء جامعة بيرزيت منذ عام 1972
- رئيسة لجنة حقوق الإنسان في جمعية الشابات المسيحية بين 1982-1991 ورئيسة الجمعية في رام الله بين 1991-1996
- عضو مؤسس ورئيسة المجلس الاستشاري للمعهد الوطني للموسيقى (المعروف الآن بمعهد إدوارد سعيد الوطني للموسيقى) منذ عام 1993
- منسقة المنظمات الغير حكومية في مؤتمر بكين الدولي للمرأة بين 1994- 1995
- رئيسة جمعية الشابات المسيحية في فلسطين بين 1996- 1999
- رئيسة المجلس الاستشاري للاتحاد العام للمرأة الفلسطينية منذ عام 1999.[4]

محبتها للموسيقى جعلتها تؤمن بضرورة أن يتعلم الأطفال اللحن والنغمات منذ صغرهم، فعكفت على تعليم الأطفال أساسيات الموسيقى بأكثر من مكان، فعملت على تدريب أطفال جمعية إنعاش الأسرة على نغمات البيانو، واحتفلت معهم باليوم العالمي للطفل عام 1979، بأغنية «نيالك يا عصفور»، التي استمرت شهرتها لسنوات طوال في فلسطين. بالتعاون مع أربعة موسيقيين، هم سلوى تابري، نادية عبوشي، أمين ناصر وسهيل خوري، حققت ريما الحلم بإنشاء معهد لتعليم الموسيقى، فأسست معهد إدوارد سعيد الوطني للموسيقى عام 1993، على أن يكون تابعا لجامعة بيرزيت، وبعد أن بدأ عمله بـ 40 طالبا، وصلوا الآن إلى 700، استطاعت ريما من خلاله أن تنشر حب الموسيقى وتعلمها في رام الله، وتشرف حاليا على إنشاء مبناه الجديد.

## أعمالها
لحّنت لشعراء فلسطينيين وعرب، منهم كمال ناصر وعمر أبو ريشة ومحمود درويش، إبراهيم طوقان، فدوى طوقان، سميح القاسم وأبو القاسم الشابي. نشرت ريما أنشوداتها في البوم تحت اسم «إلى متى؟»، ونشرت مجلد بعنوان «أغاني الحرية والأمل»، وتعكف على تدوين وتوثيق جميع مقطوعاتها الموسيقية الاهتمام الموسيقي، الذي أصبح جزءا من حياتها، والموسيقى الكلاسيكية التي تنحاز لها، وتستطيع أن تستحوذ على كل شعورها بمجرد سماعها «وقت ما بتشتغل بحس الدنيا جميلة، وكأن العالم كله اختفى»، لم يجعلها تغفل أسرتها وأحفادها الذين تحرص على أن تزرع بهم حب الموسيقى والفن، إلى جانب اهتمامها بأن تكون الأناشيد، التي ما زالت تعزفها وتؤلفها إلى الآن، محملة بالتفاؤل والأمل مهما كانت قسوة الواقع. كان لها في كل مناسبة لحن وأنشودة، فكتبت ولحنت أغنية إلى أسرى سجن نفحة الصحراوي، وقدمت «من أنا»، و«القدس عربية» و«أحلام شعبي»، و«إلى متى»، و«انثروا الأزهار»، و«صلاة»، و«أحلم بالربيع»، و«لن يقتلوني».